# Piccolomini (cráter)

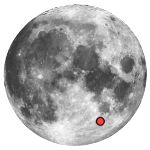
Piccolomini sobre el globo lunar

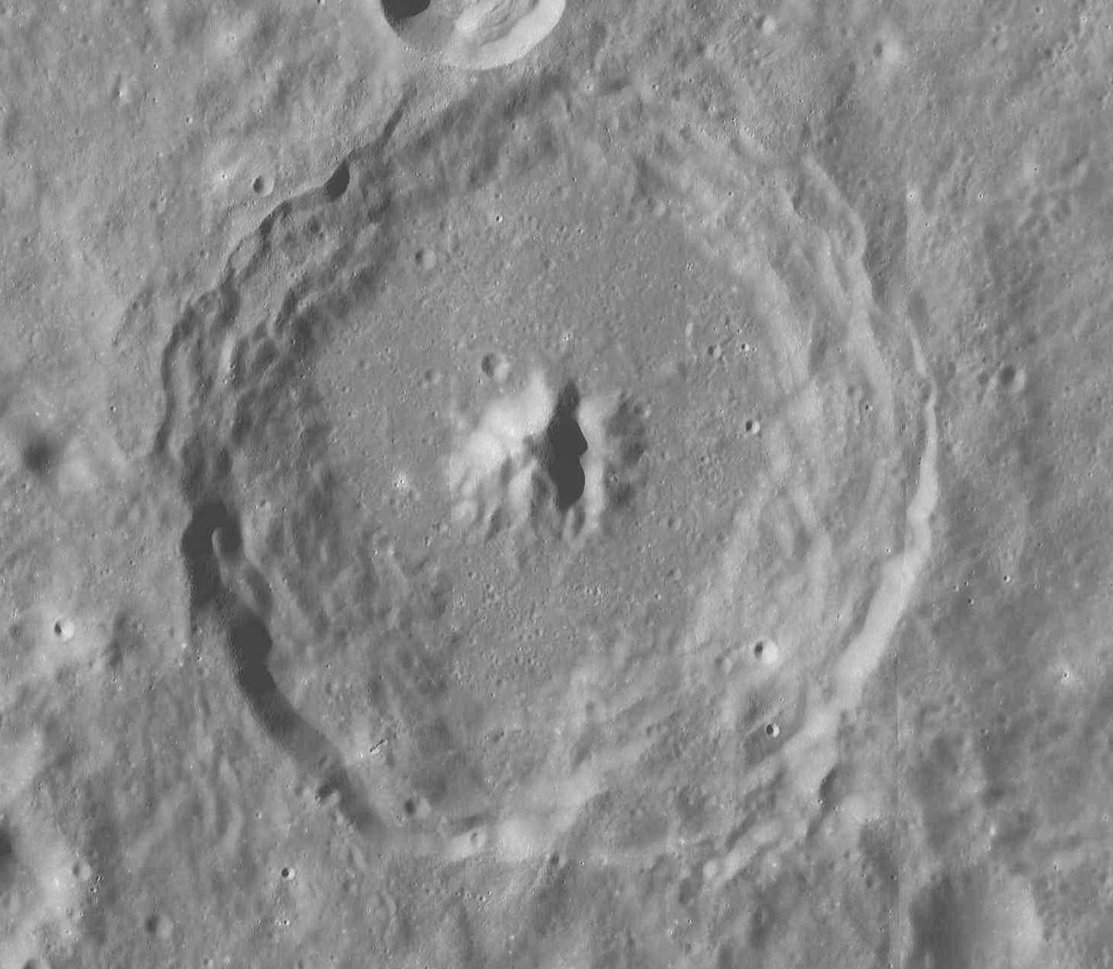
Fotografía de la misión Lunar Reconnaissance Orbiter

Piccolomini es un prominente cráter de impacto localizado en el sector sureste de la Luna. El cráter Rothmann se encuentra al oeste-suroeste, y al sur se halla Stiborius. El largo Rupes Altai comienza en el borde occidental de Piccolomini, que se curva hacia el noroeste. El cráter lleva el nombre del arzobispo y astrónomo italiano del siglo XVI Alessandro Piccolomini. Tiene 88 kilómetros de diámetro y 4.500 metros de profundidad. Pertenece al Período Ímbrico Superior, de hace entre 3800 y 3200 millones de años.
El borde del cráter permanece relativamente intacto, y su pared interior posee amplias terrazas. Estas estructuras han sido algo suavizadas por deslizamientos de tierra y por la erosión, muy probablemente inducidos por la actividad sísmica. Una afluencia de material ha penetrado en el cráter a través del borde norte, fluyendo hacia la base. El suelo del cráter es relativamente suave, con solo colinas menores y cráteres de impacto. En el centro presenta un complejo pico central rodeado de montes menores. El pico principal se eleva a una altura de 2,0 kilómetros por encima de la superficie circundante.

## Cráteres satélite
Por convención estos elementos son identificados en los mapas lunares poniendo la letra en el lado del punto medio del cráter que está más cerca de Piccolomini.
|             | \| Piccolomini \| Coordenadas \| Diámetro \| \| ----------- \| ----------------------------- \| -------- \| \| A \| 26°24′S 30°24′E / -26.4, 30.4 \| 16 km \| \| B \| 25°48′S 30°30′E / -25.8, 30.5 \| 12 km \| \| C \| 27°36′S 31°06′E / -27.6, 31.1 \| 26 km \| \| D \| 26°54′S 32°12′E / -26.9, 32.2 \| 17 km \| \| E \| 26°06′S 31°48′E / -26.1, 31.8 \| 18 km \| \| F \| 26°18′S 31°48′E / -26.3, 31.8 \| 72 km \| \| G \| 27°12′S 34°42′E / -27.2, 34.7 \| 18 km \| \| H \| 27°54′S 27°36′E / -27.9, 27.6 \| 9 km \| \| J \| 25°00′S 30°06′E / -25.0, 30.1 \| 28 km \| \| K \| 25°42′S 29°42′E / -25.7, 29.7 \| 8 km \| \| L \| 26°06′S 33°42′E / -26.1, 33.7 \| 12 km \| \| M \| 27°48′S 31°48′E / -27.8, 31.8 \| 23 km \| \| N \| 27°18′S 26°12′E / -27.3, 26.2 \| 9 km \| \| O \| 26°36′S 30°30′E / -26.6, 30.5 \| 11 km \| \| P \| 30°24′S 35°54′E / -30.4, 35.9 \| 12 km \| \| Q \| 30°48′S 36°24′E / -30.8, 36.4 \| 14 km \| \| R \| 29°18′S 35°18′E / -29.3, 35.3 \| 16 km \| \| S \| 31°36′S 34°06′E / -31.6, 34.1 \| 21 km \| \| T \| 28°30′S 29°00′E / -28.5, 29.0 \| 8 km \| \| W \| 26°48′S 29°12′E / -26.8, 29.2 \| 6 km \| \| X \| 26°54′S 31°30′E / -26.9, 31.5 \| 8 km \| |          |
| Piccolomini | Coordenadas | Diámetro |
| A           | 26°24′S 30°24′E / -26.4, 30.4 | 16 km    |
| B           | 25°48′S 30°30′E / -25.8, 30.5 | 12 km    |
| C           | 27°36′S 31°06′E / -27.6, 31.1 | 26 km    |
| D           | 26°54′S 32°12′E / -26.9, 32.2 | 17 km    |
| E           | 26°06′S 31°48′E / -26.1, 31.8 | 18 km    |
| F           | 26°18′S 31°48′E / -26.3, 31.8 | 72 km    |
| G           | 27°12′S 34°42′E / -27.2, 34.7 | 18 km    |
| H           | 27°54′S 27°36′E / -27.9, 27.6 | 9 km     |
| J           | 25°00′S 30°06′E / -25.0, 30.1 | 28 km    |
| K           | 25°42′S 29°42′E / -25.7, 29.7 | 8 km     |
| L           | 26°06′S 33°42′E / -26.1, 33.7 | 12 km    |
| M           | 27°48′S 31°48′E / -27.8, 31.8 | 23 km    |
| N           | 27°18′S 26°12′E / -27.3, 26.2 | 9 km     |
| O           | 26°36′S 30°30′E / -26.6, 30.5 | 11 km    |
| P           | 30°24′S 35°54′E / -30.4, 35.9 | 12 km    |
| Q           | 30°48′S 36°24′E / -30.8, 36.4 | 14 km    |
| R           | 29°18′S 35°18′E / -29.3, 35.3 | 16 km    |
| S           | 31°36′S 34°06′E / -31.6, 34.1 | 21 km    |
| T           | 28°30′S 29°00′E / -28.5, 29.0 | 8 km     |
| W           | 26°48′S 29°12′E / -26.8, 29.2 | 6 km     |
| X           | 26°54′S 31°30′E / -26.9, 31.5 | 8 km     |